# یافته‌های باستان‌شناسی در شهر همدان

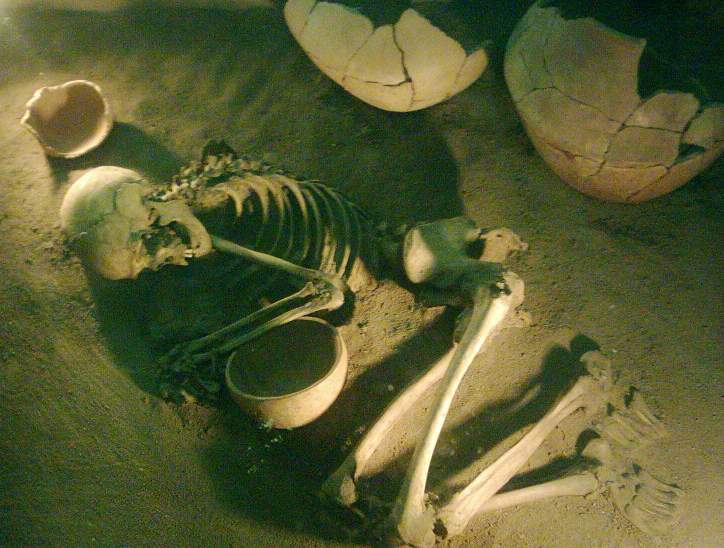
اسکلت انسانی در موزه هگمتانه که به همان شکل کشف شده نگهداری می‌شود.

## گورستان پارتی
گورستان پارتی در محوطهٔ شیر سنگی در شهر همدان است. به دنبال کشف اتفاقی یک تابوت سفالی، در سال‌های ۱۳۵۳ و ۱۳۵۴ شمسی عملیات کاوش توسط هیئت باستان‌شناسی ایران در محوطهٔ شیر سنگی شروع شد. آثار مکشوفه شامل یک گورستان اسلامی و یک گورستان مربوط به دورهٔ ساسانی بود. گورستان اسلامی به دلیل عمق زیاد گورهای حفر شده، در موارد متعددی بقایای گورهای قدیمی را منهدم و از بین برده‌بود.

### نتایج حفاری‌های در گورستان پارتی
در فصل اول حفاری ۱۴ تدفین مشتمل بر ۷ تدفین در تابوت‌های سفالی، ۴ تدفین درون خمره، دو تدفین طاقباز و یک تدفین چمباته‌ای بدون تابوت به دست آمد. تابوت‌های استفاده شده، در نوع شمال شرقی همگی بیضی شکل با پوششی از تخته‌سنگ‌های نازم و فرم تابوت‌های نوع جنوب غربی منطبق با خطوط بدن اجساد بود و پوشش آن‌ها از تخته سنگ‌های نازک متفاوت با گروه قبل یا پوشش سفال و سنگ به صورت توأم بود.
در فصل دوم کاوش‌های این گورستان در سال ۱۳۵۴ شمسی، جمعاً ۵۱ گور کاوش شد که ۳۱ نوع تدفین طاقباز بدون تابوت، ۱۱ تدفین چمباته، ۵ تدفین در تابوت و ۲ تابوت سفالی و یک تدفین بدون تابوت در هر یک دو اسکلت قرار داشت. کشف دو سکه از مهرداد یکم حدود ۱۷۵ پیش از میلاد و فرهاد دوم ۱۲۹ میلادی ثابت کرد که برخی از این تدفین‌ها مربوط به اوایل دوره اشکانی است.
وضعیت تاریخ گذاری گورستان شیر سنگی همدان چنین است:
| نحوه تدفین                                      | دوره                                     | شرح                                        |
| تدفین‌های چمباته‌ای                               | حدود ۴۰۰ پیش از میلاد اواخر دورهٔ هخامنشی | در فصل اول ۱ مورد در فصل دوم حفاری ۱۱ مورد |
| تدفین‌های با تابوت، بدون تابوت یا با پوشش خمره‌ای | دوران سلوکی                              | سر اجساد در جنوب غربی قرار دارند.          |
| تدفین‌های با تابوت، بدون تابوت یا با پوشش خمره‌ای | نیمهٔ اول دوران اشکانی                    | سر اجساد در شمال شرقی قرار دارند.          |

بدین ترتیب این گورستان به مدت ۲۰۰ سال مورد استفاده بوده و این سه روش تدفین بیانگر به وجود آمدن و گسترش سه جریان مذهبی متفاوت است که طی این دو سده جامعهٔ آن روز همدان را متأثر ساخته‌بود.

## تپه هگمتانه

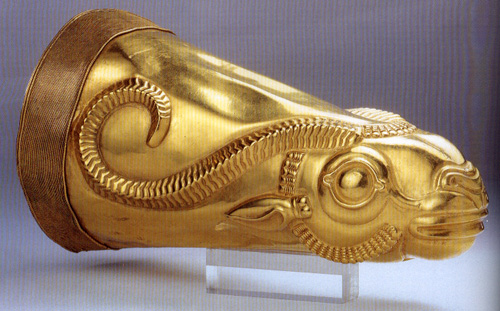
تکوک طلایی بز کوهی هگمتانه از دوران ماد که در همدان کاوش شده و در موزه ملی ایران نگهداری می‌شود.

امروزه عموم باستان شناسان، تپهٔ باستانی هگمتانه، واقع در مرکز شهر همدان را که وسیع‌ترین تپه باستانی ایران است. بقایای ابنیهٔ کاسی، مادی، هخامنشی و بعد از آن می‌دانند. مساحت این تپه حدود ۳۰ هکتار می‌باشد، که با در نظر گرفتن بخش‌هایی که جزء محدودهٔ تپهٔ باستانی بوده، ولی اینک ساختمان‌های مسکونی بر روی آن ساخته شده، به بیش از ۴۰ هکتار نیز می‌رسد.
در حفاری‌های باستان‌شناسی سال‌های اخیر در تپه هگمتانه مشخص شده‌است که محل کاخ و بناهای اشاره شده، در تپه هگمتانه کنونی واقع بوده‌است.
از جمله ویژگی‌های شهر باستانی هگمتانه، معماری و طرح و نقشه منظم این شهر بوده، که در بین آثار باستانی به دست آمده کم‌سابقه‌است. آثار کشف شده حاکی از وجود یک شبکهٔ منظم و پیشرفتهٔ آب‌رسانی در شهر حکومتی مادها و پارت‌ها است. در فواصل بین کانال‌های آب رسانی، معابری بر عرض ۵/۳ متر وجود داشته و کف این معابر، تماماً با آجرهای مربع شکل و منظمی، مفروش بوده‌است.

### نتایج حفاری‌های تپه هگمتانه

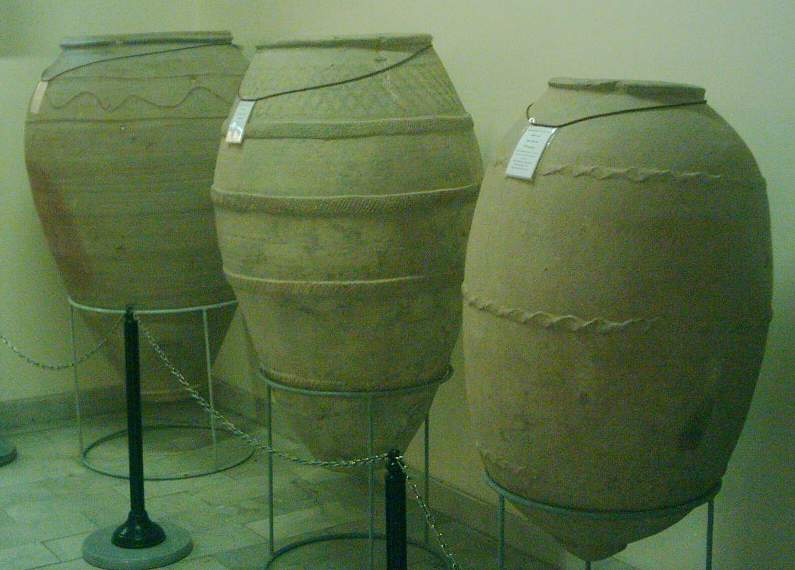
خمره‌هایی مخصوص غذا و آب که در موزه هگمتانه نگهداری می‌شوند.

پیشینهٔ حفاری‌های علمی این تپه، به سال ۱۹۱۳ میلادی بر می‌گردد، که هیئتی فرانسوی از طرف موزهٔ لوور پاریس کاوش‌هایی در تپه هگمتانه انجام داد؛ ولی نتایج این کاوش‌ها هیچ‌گاه منتشر نشد.
در طی ۱۰ فصل حفاری انجام شده از سال ۱۳۶۲ تا ۱۳۷۸، که حدود ۱۴۰۰۰ متر مربع از بقایای این شهر مورد کاوش قرار گرفت، یکی از کهن‌ترین دوره‌های تمدّن بشری نمایان شده‌است. همچنین یک حصار طولانی به ارتفاع ۹ متر و دو برج عظیم و کم‌نظیر در درون آن کشف شده‌است. از جمله کاوشهای علمی سال ۱۳۶۲ تا کنون که به سرپرستی آقای دکتر محمد رحیم صراف به انجام رسیده، منجر به شناسایی شهر بزرگی در دل تپه هگمتانه شده‌است.
همچنین ادامه کاوش‌ها، بخش‌هایی از حصار عظیم شهر به قطر ۹ متر و ارتفاع ۸ متر را آشکار ساخته‌است. این حصار در فواصل معین، دارای برجهای عظیم بوده، که هگمتانه قدیم را در بر می‌گرفته‌است.
به‌طور کلی این تپه در طول یکصد سال اخیر بارها مورد حفاری باستان شناسان داخلی و خارجی قرار گرفته‌است. ضمناً در طول حفاری‌های انجام شده، آثار ارزشمند و بی‌نظیری کشف گردیده، که اغلب متعلق به دوران هخامنشی و نیاکان آنهاست.

### لوح‌ها
| نام لوح                    | دوره                    | شرح | ترجمه لوحه | محل نگهداری                                               |
| لوح زرین به نام آریارمنه   | آریارمنه جدِّ داریوش بزرگ | این لوح از زرِ ناب و به ابعاد ۱۲ در ۸ سانتیمتر و دارای ۱۰ سطر به خط میخی است. گیرشمن این لوح را قدیمی‌ترین اثر تاریخی عهد هخامنشی که تاکنون شناخته شده، خوانده‌است.                                                                                     | «آریامنه شاه بزرگ، شاه شاهان، شاه پارس، پسر چئیش پیش شاه، نوهٔ هخامنش. آریامنه شاه می‌گوید، این کشور پارس که من دارم، دارای اسب‌های خوب و مردان نیک است. اهورامزدا آن را به من عطا فرموده‌است. از مرحمت اهورامزدا من شاه این کشورم، آریامنه شاه می‌گوید، اهورامزدا مرا یاری کند.» | این لوح در موزهٔ برلن در آلمان نگهداری می‌شود.              |
| لوح زرین به نام آرشام      | هخامنشیان               | لوح به خط میخی، در مورد اصالت لوحه و زمان دقیق آن اختلاف نظر وجود دارد. دلیل آن ذکر عنوان پادشاهی برای آرشام جد اعلای داریوش است زیرا داریوش در کتیبه‌های خود عموماً نام آرشام را بدون عنوان پادشاهی ذکر نموده‌است. ابعاد این لوح ۸ در ۱۳ سانتیمتر است. | «آرشام شاه بزرگ، شاه شاهان، شاه پارس، پسر آریامنه شاه هخامنشی، آرشام شاه می‌گوید اهورامزدا خدای بزرگ که بزرگترین خدایانست، مرا پادشاه کرد. او به من سرزمین پارس را عطا فرمود که مردم نیکو و اسبان خوب دارد. از مرحمت اهورامزدا این سرزمین را دارا هستم. اهورامزدا و خانه مرا حفظ کند و این سرزمینی را که من دارا هستم، نگاه دارد.» | گنجینهٔ شخصی مارسل ویدال در آمریکا                         |
| الواح زر و سیم داریوش بزرگ | داریوش بزرگ             | در سال ۱۳۰۷ شمسی هنگام پی کنی خانه‌ای در روی تپه هگمتانه دو قطعه لوح یکی طلا و دیگری نقره به اندازه هم پیدا شدند. ابعاد هر لوح ۱۹ در ۱۸/۸ سانتیمتر است و خطوط نوشته شده به خط میخی و محتوای هر دو نوشته یکی هست.                                      | «داریوش شاه بزرگ، شاه شاهان، شاه کشورها، پسر ویشتاسب هخامنشی، داریوش شاه گوید، اینست کشوری که من دارم از سکستان آن طرف سغد تا کوشا (حبشه) از هند تا سارد که آن را اهورامزدا بزرگترین خدایان به من داده‌است، اهورامزدا مرا و خاندانم را پاس دارد.» | لوح نقره‌ای در موزهٔ کاخ مرمر و لوح زر در موزهٔ ایران باستان |
| لوح زرین به نام داریوش دوم | داریوش دوم              | این لوح از زرناب به ابعاد ۲۰/۵ در ۱۸/۵ سانتیمتر و خطوط نوشته شده ۲۳ سطر به خط میخی است. این لوح خارج از کشور بوده‌است که به‌وسیلهٔ موزه ایران باستان خریداری گردید.                                                                                     | «خدای بزرگ است اهورامزدا که این زمین را آفرید که آن آسمان را آفرید که مردم را خلق فرمود که به مردم شادی داد که داریوش را شاه نمود یگانه شاه از میان شاهان بسیار و یگانه فرمانروا از میان فرمانروایان بسیار. من (هستم) داریوش شاه بزرگ، شاه شاهان، شاه کشورهایی که ملت‌های بسیار دارد. شاه این سرزمین بزرگ دوردست پهناور پسر اردشیر شاه، اردشیر پسر خشایارشاپسر داریوش شاه هخامنشی (بودند). داریوش شاه گوید اهورامزدا این کشور را به من عطا فرمود از مرحمت اهورامزدا من شاه این سرزمین هستم. اهورامزدا مرا و خانهٔ مرا و سلطنتی را که به من عطا فرمود، حفظ کند.» | موزهٔ ایران باستان در تهران                                |
| لوح داریوش دوم             | داریوش دوم              | ابعاد ۱۶/۲ در ۱۳ سانتیمتر یافت شده که دارای ۲۹ سطر به خط میخی است. در سال ۱۳۳۱ از سرکنسولگری ایران در نیویورک خریداری شده و به تهران ارسال گردیده‌است.                                                                                                | «داریوش شاه بزرگ گوید، اهورامزدا خدای بزرگ که بزرگترین خدایان (است) که این زمین را آفرید که آن آسمان را آفرید که مردم را خلق فرمود که به مردم شادی داد که مرا شهریار این کشور بزرگ ساخت، سلطنت را به من عطا فرمود (مرا) یگانه شاه از میان شاهان بسیار و یگانه فرمانروا از میان فرمانروایان بسیار (کرد). من (هستم) داریوش شاه بزرگ شاه شاهان شاه کشورهایی که ملت‌های بسیار دارد. شاه این سرزمین دوردست پهناور پسر اردشیر شاه، اردشیر پسر خشایارشا شاه، خشایارشاه پسر داریوش شاه هخامنشی (بودند)»                                                                | موزهٔ ایران باستان در تهران                                |
| لوح زرین به نام اردشیر دوم | اردشیر دوم              | ابعاد آن لوح ۱۳ در ۱۳ سانتیمتر و دارای ۲۰ سطر به خط میخی است که در روی زر ناب حک گردیده‌اند. | «خدای بزرگی است اهورامزدا که بزرگترین خدایانست که این سرزمین را آفرید که آن آسمان را آفرید که مردم را خلق فرمود که برای مردم شادی آفرید که اردشیر را شاه کرد یک شاه از میان شاهان بسیار و یک فرمانروا از میان فرمانروایان بسیار. اردشیر شاه بزرگ، شاه شاهان، شاه کشورها، شاه این سرزمین می‌گوید، من پسر داریوش شاهم داریوش پسر اردشیر شاه، اردشیر پسر خشایارشا شاه. اردشیر شاه گوید، به لطف اهورامزدا من شهریار این سرزمین دور و وسیع هستم. اهورامزدا مرا و سلطنتی که به من عطا فرموده‌است و خانهٔ مرا حفظ نماید.»                                               | گنجینهٔ شخصی مارسل ویدال در آمریکا                         |

### دیگر اشیاء یافت‌شده
| نوع                                 | دوره        | شرح | ترجمهٔ متن | محل نگهداری                                                    |
| قطعه شکسته از دهانهٔ ظرف نقره        | خشایارشا    | قطر دهانهٔ آن ۷ سانتیمتر و نیم و طول بلندترین قسمت موجود آن ۱۲ سانتیمتر است. خطوطی میخی بر این کوزه نقره حکاکی شده‌است که برخی از کلمات آن باقی است و برخی دیگر روی تکه‌های شکسته شده‌بوده و مفقود مانده‌است. قسمت اصلی نام شاه در آن از میان رفته حروف ش اها در آخر نام پادشاه باقی مانده‌است و پس از آن سه کلمه وجود دارد. | «... شاه که برای سرای شاهی درست نمود.» | از خارج کشور خریداری گردیده و در حال حاضر در موزه ایران باستان |
| بشقاب نقره نقش برجسته اردشیر یکم    | اردشیر یکم  | قطر دهانهٔ آن ۲۰ سانتیمتر است. از اشیاء خریداری شدهٔ سال ۱۳۲۴ موزه ایران باستان است. این بشقاب با بشقاب‌های مجموعهٔ برومر در نیویورک در یک محل و در یک زمان پیدا شده‌است. این بشقاب دارای نوشته نیست لیکن به واسطه ارتباط با بشقاب‌های دیگر که دارای نوشته به نام اردشیر اول هستند، احتمالاً مربوط به همان دوره است. | فاقد نوشته‌است. | موزهٔ ایران باستان                                              |
| بشقاب یا جام نقره به نام اردشیر یکم | اردشیر یکم  | قطر دهانهٔ آن ۲۶/۷ سانتیمتر است. در لبهٔ داخلی بشقاب به خط میخی نوشته شده‌است. | «اردشیر شاه بزرگ، شاه کشورها پسر خشایارشا، خشایارشا پسر داریوش شاه هخامنشی [بود] که این جام سیمین را [برای] کاخ پادشاهی خود درست کرد.» | موزهٔ متروپولیتن نیویورک                                        |
| ظرف طلا                             | داریوش بزرگ | مانند کاسه‌ای است، گود که رویهٔ بیرونی آن دارای برجستگی‌هایی است. این نقوش از لبهٔ ظرف شروع شده و در وسط برآمدگی تکرار می‌شود. بین برجستگی‌ها و لبهٔ بالائیِ ظرف یک سطر خط میخی نقره شده جمله‌ای به زبان پارسی باستان بابلی- عیلامی تکرار می‌شود. قطر دهانه ظرف ۱۸/۴ سانتیمتر و ارتفاع آن ۱۰/۷ سانتیمتر است. این کاسهٔ طلائی دورهٔ هخامنشی، گذشته از ارزش باستان‌شناسی که دارد می‌تواند از نظر هنر طلاکاری و ظرافت یکی از کارهای هنری منحصر به فرد محسوب گردد. | داریوش شاه بزرگ | مجموعهٔ گورگیان در نیویورک                                      |
| ته ستون                             | اردشیر دوم  | پایه ستونی از سنگ با ۷ سطر کتیبه به خط میخی. کتیبه‌ای که بر این ته ستون نوشته شده‌است. | «اردشیر شاه بزرگ، شاه شاهان، شاه کشورها، شاه این سرزمین، پسر داریوش شاه [که] داریوش پسر ارد شیر شاه [و] اردشیر پسر خشایارشا [و] خشایارشا پدر داریوش شاه [و] داریوش پسر ویشتاسب هخامنشی [بودند]، این کاخ را به لطف اورمزد و ناهید و مهر مرا از همه بدی‌ها حفظ فرمایند و آنچه من ساخته‌ام از گزند و آسیب محفوظ دارند.» | تملک شخصی در انگلستان                                          |
| پایهٔ ستون سنگی                      | اردشیر دوم  | این پایه ستون مربعی است به طول ضلع ۹۳ سانتیمتر که از سنگ یک تکه ساخته شده؛ به‌طوری که مربع زیرین بزرگ‌تر و در روی آن مربع وسط شال ستون به‌صورت دایره روی مربع وسط قراردارد. در حاشیهٔ فوقانی مربع زیرین این ته ستون کتیبه‌ای به خط میخی کنده شده‌است. | «ستون سنگی کاخ آپادانا اردشیر بزرگ… پسر داریوش شاه هخامنشی…». | موزهٔ ایران باستان در تهران                                     |